# Cap Peirce (Alaska)
Ne doit pas être confondu avec Cap Peirce.

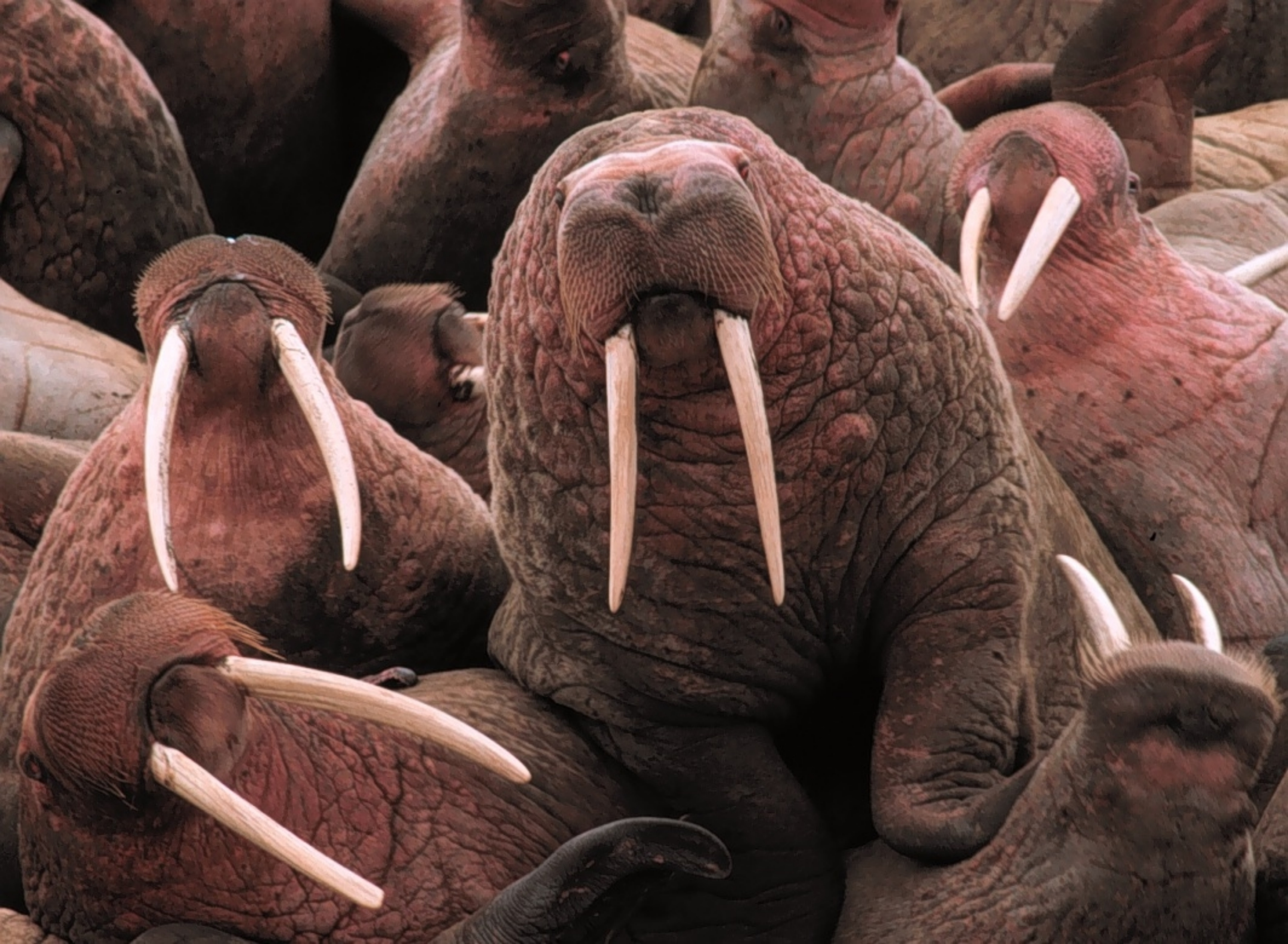
Jeunes morses au cap Peirce.

Le cap Peirce est un cap de l'Alaska situé au sud-est de la mer de Béring.

## Faune
Le cap Peirce est connu pour héberger des colonies de morses et de phoques (phoque commun, phoque tacheté) ainsi que pour servir de site de nidification de certaines espèces d'oiseaux de mer (Mouette tridactyle, Guillemot de Troïl).
On y trouve également la marmotte des Rocheuses (Marmota caligata), le renard roux (Vulpes vulpes) ou encore le renne (Rangifer tarandus).